# Hašky
Hašky jsou přírodní rezervace v lokalitě Nevojice u Bučovic v okrese Vyškov. Rezervace byla zřízena vyhláškou ONV Vyškov ze dne 8. listopadu 1990. Leží východně od města Bučovice a severně od Nevojic. Důvodem ochrany je zachování společenstev stepního charakteru s výskytem suchomilných a teplomilných druhů hmyzu a rostlin.

## Souhrn výskytu významných druhů teplomilných rostlin
V přírodní rezervaci Hašky se vyskytují a jsou předmětem ochrany hlavně tyto druhy rostlin:
| Obrázek | Název               | Galerie Commons                                        | Popis                                      |
| ------- | ------------------- | ------------------------------------------------------ | ------------------------------------------ |
|         | Bělozářka větevnatá | Kategorie „Anthericum ramosum“ na Wikimedia Commons    | jednoděložná rostlina z čeledi chřestovité |
|         | Oman srstnatý       | Kategorie „Inula hirta“ na Wikimedia Commons           | vytrvalá hustě srstnatá bylina             |
|         | Oman vrbolistý      | Kategorie „Inula salicina“ na Wikimedia Commons        | vytrvalá téměř lysá bylina                 |
|         | Třemdava bílá       | Kategorie „Dictamnus albus“ na Wikimedia Commons       | středně vysoká vytrvalá rostlina           |
|         | Hvězdnice chlumní   | Kategorie „Aster amellus“ na Wikimedia Commons         | středně vysoká vytrvalá bylina             |
|         | Divizna brunátná    | Kategorie „Verbascum phoeniceum“ na Wikimedia Commons  | ohrožený druh                              |
|         | Koniklec velkokvětý | Kategorie „Pulsatilla grandis“ na Wikimedia Commons    | vytrvalá rostlina pokrytá bílými chloupky  |
|         | Kozinec rakouský    | Kategorie „Astragalus austriacus“ na Wikimedia Commons | silně ohrožený druh                        |
|         | Zvonek sibiřský     | Kategorie „Campanula sibirica“ na Wikimedia Commons    | dvouletá bylina                            |
|         | Dřín obecný         | Kategorie „Cornus mas“ na Wikimedia Commons            | chráněný keř                               |
|         | Len tenkolistý      | Kategorie „Linum tenuifolium“ na Wikimedia Commons     | zvláště chráněný v kategorii ohrožený      |